# Équipe de Corée du Sud de hockey sur gazon
L'équipe de Corée du Sud de hockey sur gazon est la sélection des meilleurs joueurs sud-coréens de hockey sur gazon. 

## Palmarès
| Jeux olympiques - 1988 : 10e - 1996 : 5e - 2000 : 2e - 2004 : 8e - 2008 : 6e - 2012 : 8e Coupe du monde - 1994 : 8e - 1998 : 7e - 2002 : 4e - 2006 : 4e - 2010 : 6e - 2014 : 10e Champions Trophy - 1997 : 6e - 1998 : 4e - 1999 : 2e - 2000 : 3e - 2001 : 6e - 2002 : 6e - 2007 : 4e - 2008 : 6e - 2009 : 3e - 2011 : 8e Champions Challenge - 2003 : 2e - 2005 : 2e - 2012 : 2e - 2014 : 1er |  | Jeux asiatiques - 1958 : 3e - 1962 : 8e - 1966 : 6e - 1982 : 5e - 1986 : 1er - 1990 : 4e - 1994 : 1er - 1998 : 2e - 2002 : 1er - 2006 : 1er - 2010 : 4e - 2014 : 3e Coupe d'Asie - 1985 : 3e - 1989 : 3e - 1993 : 1er - 1999 : 1er - 2003 : 3e - 2007 : 2e - 2009 : 1er - 2013 : 1er |